# The Sixth Sense
The Sixth Sense (en España, El sexto sentido; en Hispanoamérica, Sexto sentido) es una película estadounidense del género de suspense psicológico sobrenatural de 1999 escrita y dirigida por el realizador indio M. Night Shyamalan, sobre un guion original propio. Está protagonizada por Bruce Willis como un psicólogo infantil que intenta descubrir cómo ayudar a un niño a enfrentar la terrible verdad de sus poderes sobrenaturales. 
Su estreno provocó un fenómeno de público y de crítica, algo poco visto en ese entonces con respecto a las películas de su género, que mezcla el drama con el suspenso y el terror, además posee uno de los giros argumentales más conocidos e inesperados en la historia del cine. Su protagonista Haley Joel Osment cobró fama mundial por su interpretación del pequeño Cole, que se ve atormentado por extraños sucesos paranormales. Por su papel tuvo una candidatura al premio Óscar al mejor actor de reparto. La película tuvo un total de seis candidaturas, incluida la de mejor película.

## Argumento
El doctor Malcolm Crowe, un psicólogo en Filadelfia, Estados Unidos, regresa a su casa una noche para reunirse con su esposa, Anna Crowe, después de haber sido homenajeado por su trabajo. Anna le reprocha a Malcolm que ella ha pasado a segundo plano por su trabajo. Los dos entonces descubren que no están solos: un joven aparece blandiendo una pistola. Dice que ya no quiere tener miedo y acusa a Malcolm de no haberlo ayudado. Malcolm lo reconoce como Vincent Grey, un expaciente a quien trataba cuando era pequeño porque sufría alucinaciones. Vincent dispara a Malcolm en el abdomen y se suicida de un disparo en la cabeza.
En el siguiente otoño, Malcolm comienza a trabajar con otro paciente, un chico llamado Cole Sear, cuyo caso es similar al de Vincent. Malcolm se dedica al chiquillo, a pesar de dudar acerca de su capacidad para ayudarlo, después de su fracaso con Vincent Grey. Mientras tanto, siente que se está distanciando de su esposa Anna, e incluso cree que ella podría estar contemplando un romance con un compañero de trabajo que sigue apareciendo en la casa.
Una vez que Malcolm gana la confianza de Cole, este finalmente confiesa sus alucinaciones: «En ocasiones veo muertos, caminando como gente normal. Ellos no saben que están muertos». Le cuenta algunos casos que le han sucedido recientemente: Cole escucha una voz que le pide ayuda para dejarlo fuera de un armario oscuro, y le grita que él no robó «el caballo del maestro» y amenaza con atacar a Cole. También se le ha aparecido una mujer maltratada por su marido, que se ha cortado las muñecas. Otro «fantasma» es un chico con una gran salida de bala en la parte posterior de su cabeza, que invita a Cole a ver el revólver de su padre.
Malcolm piensa que Cole es delirante y planea dejar su tratamiento. Recordando a Vincent, el psicólogo escucha una cinta de audio que Malcolm había grabado de una sesión de psicoterapia entre él y Vincent (entonces pequeño), en 1987. En la cinta, Malcolm sale un momento de la habitación, con Vincent riendo relajado; pero cuando regresa, Vincent está llorando. Al subir el volumen al máximo, Malcolm alcanza a oír la voz de un tío llorando y suplicando angustiado, que es lo que aterroriza a Vincent. Malcolm asume entonces que Cole le dice la verdad y que puede tener la capacidad de ver y oír a las personas muertas. Malcolm le sugiere a Cole que en vez de concentrarse en el terror que le producen los fantasmas, trate de encontrar el propósito de su don de comunicarse con ellos; y tal vez ayudarles con sus asuntos sin terminar en la Tierra. Al principio, Cole no está dispuesto ya que los fantasmas lo aterrorizan, pero finalmente decide probarlo.
Así, Cole habla con uno de los fantasmas, una chica muy enferma ―Kyra Collins― que aparece en su habitación y vomita. Él decide escuchar a la chica y ella le pide que vaya a su casa durante la recepción de su funeral. Él entonces va hasta allá, en compañía de Malcolm. Kyra había muerto después de una enfermedad prolongada y se escuchan los comentarios de los asistentes al funeral, que cuentan que la hermana menor de Kyra está empezando a enfermar también. Cole se introduce en el dormitorio de Kyra, y esta se le aparece y le da una caja, con una cinta de video. Cole entrega la caja al padre de Kyra, y al mirar el video ve a la madrastra de Kyra, que aparentemente la había cuidado a lo largo de toda su enfermedad, poniendo líquido limpiador de suelos en la comida de la chica, para envenenarla.
Al aprender a convivir con los fantasmas, Cole empieza a encajar en la escuela y obtiene un papel importante en una obra de teatro, a la que asiste Malcolm. El médico y el paciente aparecen muy contentos después la representación. Cole le sugiere a Malcolm que trate de hablar con Anna mientras ella está durmiendo. 
Luego, camino a casa, Cole confiesa su secreto a su madre, Lynn. Como su madre en un principio no le cree, para convencerla, Cole le cuenta que ve a su abuela muerta y le dice a Lynn que ella fue a verla actuar en un recital de baile una noche, cuando era pequeña, y que Lynn no se dio cuenta porque su madre se había quedado en la parte posterior de la audiencia, donde no podía ser vista. También le dice que la abuela le contó que después de morir, Lynn le hizo una pregunta cuando estaba sola ante su tumba: «¿Te sientes orgullosa de mí?». Y la respuesta era: «Todos los días». Entonces, Lynn acepta con lágrimas, la verdad de su hijo.
Malcolm regresa a su casa, donde encuentra a su mujer dormida en el sofá con la reproducción de video de la boda de la pareja, que Anna observa con frecuencia. Mientras ella duerme, le pregunta entre sueños a Malcolm por qué la abandonó. Malcolm siente que él no la dejó nunca, sino que su relación se ha ido enfriando y se han alejado a uno del otro. Entonces de la mano de Anna cae el anillo de bodas de Malcolm, quien sólo entonces descubre que no lo lleva puesto.
Aquí viene la revelación de la película: Malcolm recuerda que Cole le había dicho que los fantasmas no saben que han muerto, y se da cuenta de que él realmente fue asesinado por Vincent hace un año, y que todo el tiempo que estuvo trabajando con Cole era un fantasma, sin percatarse. Gracias a los esfuerzos de Cole, Malcolm consigue terminar sus asuntos, rectifica su falta de comprensión y ayuda a Vincent a estar finalmente completo, a través de la ayuda que le proporciona a Cole. Recordando el consejo de Cole, Malcolm habla a su esposa dormida y cumple la segunda razón por la que permaneció, diciéndole que ella «nunca estuvo en segundo lugar», y que él la ama. Al dejarla vivir su propia vida, él es libre de dejar el mundo de los vivos.

## Reparto

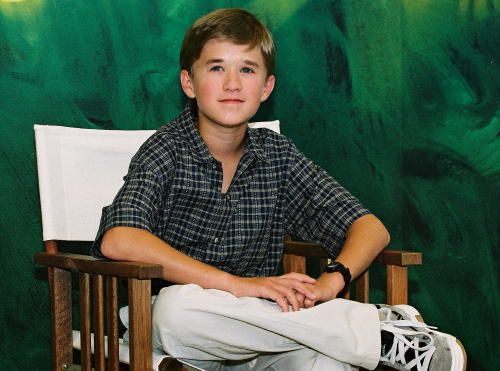
Haley Joel Osment interpreta a Cole Sear.

- Bruce Willis como Malcolm Crowe, el psicólogo de Cole.
- Haley Joel Osment como Cole Sear.
- Toni Collette como Lynn Sear, la madre de Cole.
- Olivia Williams como Anna Crowe, la esposa de Malcolm.
- Donnie Wahlberg como Vincent Grey, expaciente de Malcolm.
- Mischa Barton como Kyra Collins, la niña envenenada.
- Glenn Fitzgerald como Sean.
- Trevor Morgan como Tommy.
- M. Night Shyamalan (director de la película) como el Dr. Hill.

## Producción y dirección

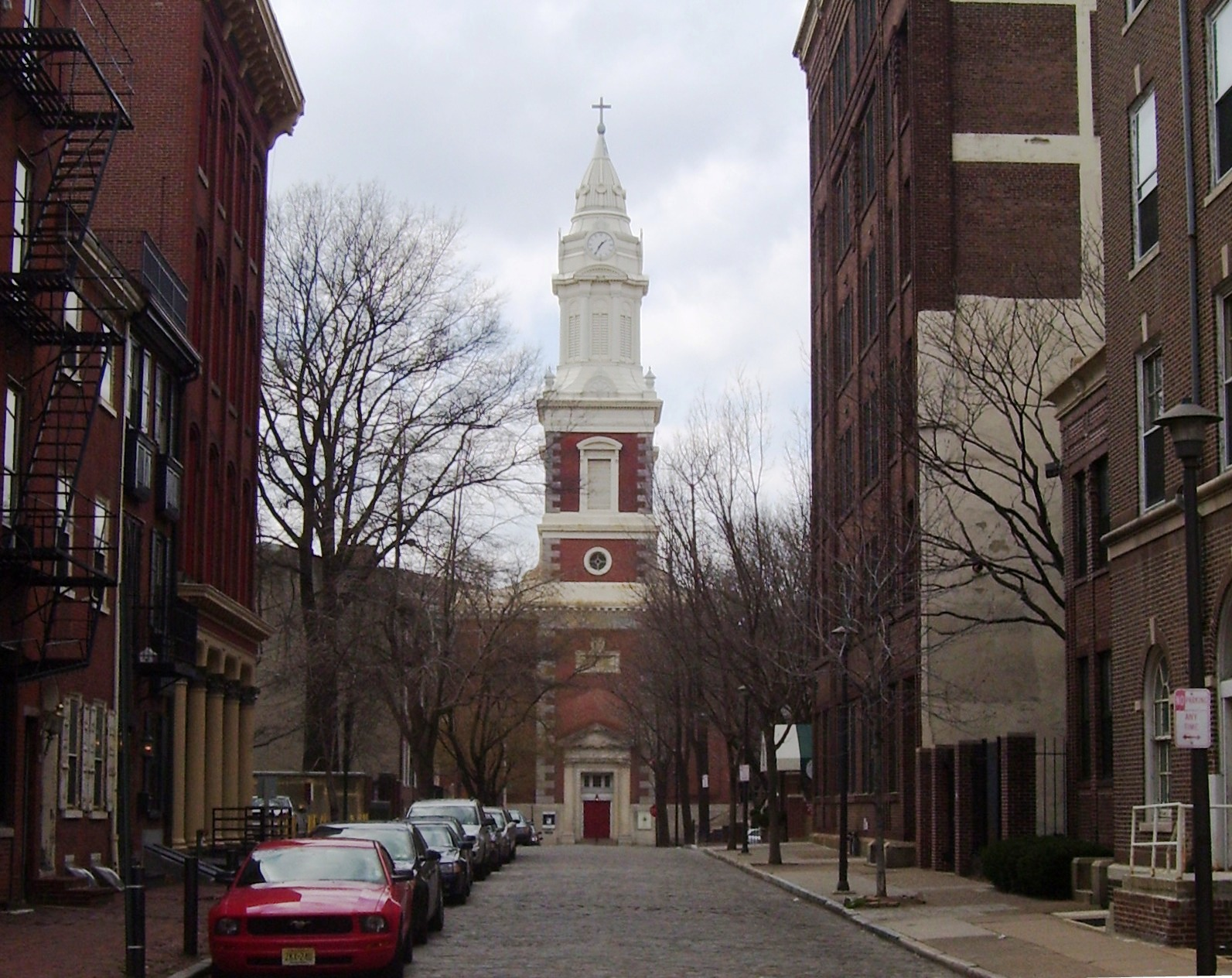
La iglesia de San Agustín en Filadelfia se utilizó como lugar de rodaje.

David Vogel, para entonces presidente de producción de Walt Disney Studios, leyó el guion de especificaciones de Shyamalan y le encantó. Sin obtener la aprobación corporativa, Vogel compró los derechos a pesar del precio de 3 millones de dólares y la estipulación de que Shyamalan podría dirigir la película. Disney despidió a Vogel de su puesto en el estudio y Vogel dejó la compañía poco después. Disney vendió los derechos de producción a Spyglass Entertainment, conservando los derechos de distribución y el 12,5 % de las recaudaciones de taquilla de la película.
Durante el proceso de casting para el papel del niño Cole Sear, Shyamalan había estado preocupado por la audición del video de Osment, diciendo más tarde que él era «un querubín realmente dulce, una especie de chico rubio y hermoso». Shyamalan vio el papel como más oscuro y melancólico, pero sintió que Osment «lo clavó con la vulnerabilidad y la necesidad. Fue capaz de transmitir una necesidad como ser humano de una manera que fue increíble de ver».
El color rojo está ausente en la mayor parte de la película, pero se usa de manera prominente en algunas tomas aisladas para «cualquier cosa en el mundo real que haya sido contaminada por el otro mundo» y «para connotar momentos y situaciones emocionales realmente explosivas». Toda la ropa que usa Malcolm son artículos que usó o tocó la noche antes de su muerte, incluido su abrigo, su sudadera de remo azul y las diferentes capas de su traje. Aunque los realizadores tuvieron cuidado con las pistas sobre el verdadero estado de Malcolm, la cámara se acerca lentamente a su rostro cuando Cole dice: «Veo gente muerta». Los realizadores inicialmente temieron que esto fuera demasiado delator, pero lo dejaron ahí.
El rodaje de locaciones se llevó a cabo principalmente en calles y edificios de Filadelfia, notable en la iglesia de San Agustín en las calles 4.ª y New Streets y en Saint Albans Street en Southwest Center City.
Marisa Tomei fue considerada para el papel de Lynn Sear.

## Recepción

### Taquilla
La película tuvo un presupuesto de producción de aproximadamente 40 millones de dólares (más 25 millones de dólares para impresiones y publicidad). Recaudó 26,6 millones de dólares en su primer fin de semana y pasó cinco semanas como la película número 1 en la taquilla de los Estados Unidos convirtiéndose en la segunda película después de Titanic (1997) en haber recaudado más de 20 millones de dólares por fin de semana durante cinco fines de semana. Ganó USD 293 506 292 en los Estados Unidos y un ingreso bruto mundial de USD 672 806 292, ubicándose en el puesto 35 en la lista de ganadores de dinero de taquilla en los EE. UU. En abril de 2010. Box Office Mojo estima que la película vendió más de 57,5 millones de entradas en Estados Unidos. En el Reino Unido, se le dio al principio un lanzamiento limitado en nueve pantallas, y entró en el número 8 antes de subir al número 1 la semana siguiente con 430 salas de cine proyectando la película.

### Medios domésticos
Después de una campaña de promoción en línea de seis meses, The Sixth Sense fue lanzado en VHS y DVD por Hollywood Pictures Home Video el 28 de marzo de 2000. Se convertiría en el DVD más vendido de 2000, con más de 2,5 millones de unidades enviadas, así como en el título de alquiler de videos más importante de todos los tiempos.

### Respuesta crítica
The Sixth Sense recibió críticas positivas; el pequeño Osment en particular fue ampliamente elogiado por su actuación. En el sitio web del agregador de reseñas Rotten Tomatoes, la película tiene un índice de aprobación del 86 %, según las reseñas de 157 críticos, con una calificación promedio de 7.65/10. El consenso crítico del sitio dice: «El sexto sentido de M. Night Shyamalan es una retorcida historia de fantasmas con todo el estilo de una película clásica de Hollywood, pero todos los escalofríos de una película de terror moderna». Metacritic la calificó con 64 de 100 basado en 35 revisiones, lo que significa «revisiones generalmente favorables». Las audiencias encuestadas por CinemaScore le dieron a la película una calificación promedio de A– en una escala de A+ a F.
Por voto de los miembros de Science Fiction and Fantasy Writers of America, The Sixth Sense fue galardonado con el premio Nebula al mejor guion durante 1999. La película fue la número 71 en el programa 100 momentos más asustadizos de la película del canal de televisión Bravo, por la escena en la que Cole se encuentra con un fantasma femenino en su tienda de sábanas. Fue nombrada la 89.ª mejor película estadounidense de todos los tiempos en una encuesta de 2007 del American Film Institute. La frase «Veo gente muerta» de la película se convirtió en un eslogan popular después de su lanzamiento, obteniendo el puesto 44 en 100 Years ... 100 Movie Quotes de AFI. The Sixth Sense también obtuvo el puesto 60 en los 100 años ... 100 emociones de AFI, en honor a las «películas más emocionantes» de Estados Unidos.

## Premios
The Sixth Sense ha recibido numerosos premios y ha tenido muchas candidaturas a premios de la Academia, que van desde aquellos que honran la película en sí (mejor película), hasta su escritura, edición y dirección (mejor director, mejor edición y mejor guion original), hasta su actuación del elenco (mejor actor de reparto y mejor actriz de reparto). Especialmente alabado fue el papel secundario del actor Haley Joel Osment, cuyas candidaturas son a un premio de la Academia, un premio de la Broadcast Film Critics Association, y un Globo de Oro . En general, El sexto sentido fue candidato a seis premios de la Academia y cuatro premios de cine de la Academia Británica, pero no ganó ninguno. La película tuvo tres candidaturas de los premios People's Choice Awards y ganó todas, y el actor principal Bruce Willis fue honrado por su papel. Los Satellite Awards tuvieron la película como candidata en cuatro categorías, y se recibieron premios por el guion (M. Night Shyamalan) y por el montaje (Andrew Mondshein). La actriz de reparto Toni Collette fue candidata a un premio de la Academia y a un premio Satellite por su papel en la película. James Newton Howard fue honrado por la Sociedad Estadounidense de Compositores, Autores y Editores por su composición de la música de la película.
En 2013, el Writers Guild of America clasificó el guion en el puesto 50 en su lista de los 101 mejores guiones jamás escritos.

### Premios Óscar
| Año  | Categoría               | Persona            | Resultado |
| ---- | ----------------------- | ------------------ | --------- |
| 1999 | Mejor película          | Mejor película     | Candidata |
| 1999 | Mejor director          | M. Night Shyamalan | Candidato |
| 1999 | Mejor actor de reparto  | Haley Joel Osment  | Candidato |
| 1999 | Mejor actriz de reparto | Toni Collette      | Candidata |
| 1999 | Mejor guion original    | M. Night Shyamalan | Candidato |
| 1999 | Mejor montaje           | Andrew Mondshein   | Candidato |

### Premios Globos de Oro
| Año  | Categoría              | Persona            | Resultado |
| ---- | ---------------------- | ------------------ | --------- |
| 1999 | Mejor actor de reparto | Haley Joel Osment  | Candidato |
| 1999 | Mejor guion            | M. Night Shyamalan | Candidato |

### Premios BAFTA
| Año  | Categoría            | Persona            | Resultado |
| ---- | -------------------- | ------------------ | --------- |
| 1999 | Mejor película       | Mejor película     | Candidata |
| 1999 | Mejor director       | M. Night Shyamalan | Candidato |
| 1999 | Mejor guion original | M. Night Shyamalan | Candidato |
| 1999 | Mejor montaje        | Andrew Mondshein   | Candidato |

### Premios del Sindicato de Actores
| Año  | Categoría              | Persona           | Resultado |
| ---- | ---------------------- | ----------------- | --------- |
| 1999 | Mejor actor de reparto | Haley Joel Osment | Candidato |